# Revelações de um Esquizofrênico
Revelações de um Esquizofrênico é um livro escrito em 2012 por Jorge Negromonte, líder dos canibais de Garanhuns.
Negromonte sofria de esquizofrenia. Com ajuda dos funcionários do Centro de Atenção Psicossocial (CAPS) que o atendiam, escreveu o livro, que foi publicado em cartório e, mais tarde, disponibilizado na internet. Nele há 34 capítulos curtos, nos quais o autor relata principalmente as alucinações de que sofria desde a infância, passando pela adolescência e vida adulta. As alucinações pioraram quando o autor, conforme seu relato, foi baleado na cabeça após uma tentativa de assalto. Em decorrência disso, foi internado em um manicômio pela primeira vez, onde – segundo o relato – assassinou um segurança do local:
[...] Com as crises contínuas, vez por outra sou obrigado a mim [sic] internar, e, de hospício em hospício, acontece uma tragédia, pois em um desses internamentos, Nevinha, que era psiquiatra responsável pelo hospício Juliano Moreira, me pega pela mão e me leva para a parte de cima do estabelecimento. Na subida, cada degrau tinha uma poça de sangue. No final do percurso, um corpo de um segurança caído com vários ferimentos, imóvel e sem respirar. Nevinha olha para mim e fala que eu fui o culpado. Nessa hora eu pensei comigo mesmo como poderia com minhas próprias mãos ter assassinado um homem bem mais forte e alto do que eu. Por esse motivo amadiçoei o Karatê e nunca mais voltei a treinar; porém, fui processado por crime doloso.— CAPÍTULO XIV
Há também um relato, em parte fantasioso, sobre a execução da primeira vítima, Jéssica. Além de Revelações de um Esquizofrênico, Jorge também escreveu outros três livros.

## Contexto
Para entender bem o livro, é relevante conhecer primeiro os acontecimentos reais.
Jorge Beltrão Negromonte da Silveira, Isabel Cristina Pires da Silveira e Bruna Cristina Oliveira da Silva formavam um triângulo amoroso. Eles fariam parte de uma seita. A ingestão de carne humana fazia parte de um ritual.
Em maio de 2008, Jéssica Camila da Silva Pereira foi assassinada em 26 de maio de 2008 no município de Olinda. Moradora de rua, foi convidada para morar com o trio. Na época, tinha 17 anos e uma filha de um ano. O casal, que não tinha filhos, planejou ficar com a criança depois de matar sua mãe, o que foi feito. Jessica foi imobilizada no banheiro da casa, e em seguida levou um corte de faca na jugular. Seus restos foram enterrados no quintal.
Antes de se mudarem para a cidade de Conde, na Paraíba, eles jogaram no lixo o que havia sido enterrado.
Em 2012, na cidade de Garanhuns, Giselly Helena da Silva e Alexandra da Silva Falcão foram vitimadas. A carne de ambas, possivelmente das nádegas e coxas, foi utilizada para fabricar salgados, como empadas, que eram vendidas para a população da cidade. Esses crimes não são retratados no livro.

## O livro
| “     | Sou o livre sem liberdade, um voar triste sem direção, uma vida sem dádiva, um pecado sem perdão | ” |
| — J.N |                                                                                                  |   |

O livro conta 34 capítulos e contém sumário, biografia e ilustrações (desenhos) das alucinações que são relatadas. Alguns capítulos retratam alucinações; outros, assuntos do cotidiano e os crimes. Outros capítulos são apenas poéticos.
- Sumário
- Eu (introdução)
- Capítulo I (1) – Amigos da infância
- Capítulo II (2) – As anãs e a mãe monstro
- Capítulo III (3) – A revelação e os guerreiros da água
- Capítulo IV (4) – O cortejo fúnebre
- Capítulo V (5) – A mulher pairando
- Capítulo VI (6) – No cemitério
- Capítulo VII (7) – Cidade fantasma
- Capítulo VIII (8) – O homem sem cabeça e os meus olhos de águia
- Capítulo IX (9) – Meu reflexo, meu professor
- Capítulo X (10) – O gato
- Capítulo XI (11) – Eternos ensinamentos
- Capítulo XII (12) – O cabaz de lixo
- Capítulo XIII (13) – A minha primeira crise psicológica
- Capítulo XIV (14) – Assaltado e processado
- Capítulo XV (15) – O fogão voador e a farinha arremessada
- Capítulo XVI (16) – O bígamo
- Capítulo XVII (17) – O harém se desfaz e  eu ganho uma linda filha
- Capítulo XVIII (18) – Eu, Bel, minha filha e as audiências no fórum
- Capítulo XIX (19) – O traidor
- Capítulo XX (20) – Meus pensamentos e eu
- Capítulo XXI (21) – Novo golpe do destino
- Capítulo XXII (22) – O que eu sei
- Capítulo XXIII (23) – Visitas do mal
- Capítulo XXIV (24) – O plano macabro de destruir a adolescente maldita
- Capítulo XXV (25) – A morte do mal
- Capítulo XXVI (26) – A dividida
- Capítulo XXVII (27) – Casa assombrada
- Capítulo XXVIII (28) – Voltamos a morar na Paraíba
- Capítulo XXIX (29) – O que sou
- Capítulo XXX (30) – Vivi, vivo e sempre viverei entre o real e o irreal
- Capítulo XXXI (31) – A volta do mestre
- Capítulo XXXII (32) – Eu e a lei louca (capítulo suprimido)
- Capítulo XXXIII (33) – Uma esperança chamada clozapina
- Capítulo XXXIV (34) – Ex-réu
- Biografia

Como já referido acima, a maioria dos  capítulos são sobre suas alucinações. Um exemplo é o que segue:
Estava vindo da casa de Bel, uma namorada [trata-se de Isabel, sua futura esposa]: como o bairro que ela morava era distante do meu, eu ia e vinha de bicicleta. Uma noite eu saí de lá mais tarde que de costume. No caminho de volta, as ruas estavam desertas, quando percebi eu não estava só, pois me acompanhando havia uma mulher, ela era linda, porém exótica, o que me deixou assustado foi o fato que ela estava completamente imóvel e pairando acima de mim. Quando eu cheguei na calçada que fica em frente da minha residência, ela simplesmente desapareceu. Em casa eu não parei de pensar nela, ainda tentei ver pela janela se ela estava lá, e não consegui vê-la. Tomei banho, fiz um lanche e me deitei um pouco para descansar, quando me levantei para escovar os dentes, vi os seus lindos e pequenos pés refletidos no vidro da janela. Ao me aproximar não consegui ver mais nada, só senti o seu perfume. Passei a noite inteira sem dormir, e o aroma suave do seu corpo só deixei de sentir nos primeiros raios do sol.— CAPÍTULO V: A MULHER PAIRANDO